# معدل وفيات الرضع
وفيات الرضع هي وفاة الأطفال الصغار تحت سن السنة الواحدة. ويقاس عدد الوفيات هذا بمعدل وفيات الرضع والذي يعرف بعدد وفيات الأطفال تحت سن السنة لكل 1000 حالة حية. ويعتبر معدل وفيات الأطفال تحت سن الخامسة من الإحصائيات المهمة أيضًا، ويشار إليه باسم معدل وفيات الأطفال باعتبار أن معدل وفيات الرضع يركز فقط على الأطفال تحت سن العام الواحد.

الولادة المبكرة تعد المساهم الأكبر في معدل وفيات الرضع، ومن الأسباب الأخرى الرئيسية الاختناق بسبب فقدان الأكسجين أثناء الولادة، والالتهاب الرئوي والتشوهات الخلقية والمضاعفات الناتجة عن الولادة مثل الهبوط غير الطبيعي للحبل السري للجنين، أو المخاض لفترات طويلة، وعدوى حديثي الولادة، والإسهال والملاريا والحصبة وسوء التغذية، ويعد التدخين أثناء الحمل واحد من أكثر أسباب وفيات الرضع شيوعًا. وتسهم العديد من العوامل في وفيات الرضع مثل مستوى تعليم الأم والظروف البيئية والبنية الصحية والسياسية. تطوير الصحة العامة وسهولة الوصول لمياه شرب نظيفة والتطعيم ضد الأمراض المعدية وغيرها من المقاييس الصحة العامة من الممكن أن تقلل من معدلات وفيات الرضع العالية.

معدل وفيات الرضع في العالم 2008

## التصنيف
معدل وفيات الرضع هو عدد الوفيات لكل 1000 ولادة حية للأطفال دون سن الواحدة من العمر. يُحسب المعدل في منطقة معينة بتقسيم عدد وفيات الأطفال دون سن الواحدة من العمر، على عدد المواليد الأحياء خلال العام، مضروبًا ب1000.
أشكال وفيات الرضع:
- وفيات الفترة المحيطة بالولادة هي الموت المتأخر للجنين (22 أسبوعًا من الحمل حتى الولادة)، أو وفاة طفل حديث الولادة ضمن الأسبوع الأول بعد ولادته.[8]
- وفيات حديثي الولادة هي وفيات تحدث في غضون 28 يومًا بعد الولادة. غالبًا ما تُعزى وفيات حديثي الولادة إلى عدم كفاية الرعاية الطبية الأساسية، أثناء الحمل وبعد الولادة. تمثل هذه الحالة 40-60% من وفيات الرضع في البلدان النامية.[9]
- وفيات ما بعد الولادة هي وفاة الأطفال الذين تتراوح أعمارهم بين 29 يومًا إلى عام واحد. تشمل الأسباب الرئيسية لوفيات ما بعد الولادة سوء التغذية والأمراض المعدية والحمل المضطرب ومتلازمة موت الرضيع المفاجئ ومشاكل البيئة المنزلية.[10]

## الأسباب
تؤدي أسباب وفيات الرضع مباشرةً إلى الوفاة. تعيق الحواجز البيئية والاجتماعية إمكانية الوصول إلى الموارد الطبية الأساسية وبالتالي تساهم في زيادة معدل وفيات الرضع؛ تحدث 99% من حالات وفيات الرضع في البلدان النامية، و 86% من هذه الوفيات ناتجة عن الالتهابات والولادات المبكرة والمضاعفات أثناء الولادة والاختناق في الفترة المحيطة بالولادة وإصابات الولادة. يحدث أكبر انخفاض في نسبة وفيات الرضع في البلدان التي لديها بالفعل معدلات منخفضة لوفيات الرضع. يمكن تحاشي الأسباب الشائعة بتدابير منخفضة التكلفة. في الولايات المتحدة، المحدد الرئيسي لخطر وفيات الرضع هو وزن المواليد إذ أن انخفاض أوزان المواليد يزيد من حالات وفيات الرضع. تشمل العوامل التي تؤدي إلى وزن ولادة منخفض العوامل الاجتماعية الاقتصادية والنفسية والسلوكية والبيئية.

### الحالات الطبية
تشمل أسباب وفيات الرضع والوفيات المرتبطة بالحالات الطبية: وزن ولادة منخفض، ومتلازمة موت الرضيع الفجائي، وسوء التغذية، والتشوهات الخلقية، والأمراض المعدية، وانخفاض الدخل اللازم لتأمين الرعاية الصحية كما في حال الأمراض المدارية المهملة.

### التشوهات الخلقية
التشوهات الخلقية هي عيوب خلقية يولد بها الأطفال، مثل فلح الشفة والحنك، ومتلازمة داون، وعيوب القلب. قد يزداد احتمال حدوث تشوهات خلقية في حال شرب الأم للكحول، لكنها قد تعود لسبب وراثي أو قد يكون السبب غير معروف. كان للتشوهات الخلقية تأثيرًا كبيرًا على وفيات الرضع. كان سوء التغذية والأمراض المعدية من الأسباب الرئيسية للوفيات في البلدان الأكثر تخلفًا. في منطقة الكاريبي وأمريكا اللاتينية، لم تسبب التشوهات الخلقية سوى 5% من وفيات الرضع في هذه البلدان، بينما سبب سوء التغذية والأمراض المعدية 7-27% من وفيات الرضع في الثمانينيات من القرن العشرين. في البلدان الأكثر تقدمًا مثل الولايات المتحدة، ارتفعت معدلات وفيات الرضع بسبب التشوهات الخلقية. كان لمعظم هذه العيوب الخلقية علاقة بالقلب والجهاز العصبي المركزي. في القرن التاسع عشر، كان هناك انخفاض في عدد وفيات الرضع الناتجة عن أمراض القلب. من عام 1979 حتى عام 1997، كان هناك انخفاض بنسبة 39% في وفيات الرضع الناجمة عن مشاكل في القلب.

### وزن ولادة منخفض
يشكل وزن الولادة المنخفض 60-80% من معدل وفيات الرضع في البلدان النامية. ذكرت مجلة نيو إنغلاند جورنال أوف ميديسين أن «أقل معدلات الوفيات تحدث بين الأطفال الذين يزنون 3000 إلى 3500 غرام (6.6-7.7 رطل). بالنسبة للأطفال المولودين بوزن 2500 غرام (5.5 رطل) أو أقل، يزداد معدل الوفيات بسرعة مع انخفاض الوزن، ويموت معظم الأطفال الذين يزنون 1000 غرام (2.2 رطل) أو أقل. بالمقارنة مع الأطفال ذوي الوزن الطبيعي عند الولادة، يزيد انخفاض الوزن عند الولادة من احتمال الوفاة ب40 مرة خلال الفترة المحيطة بالولادة؛ يكون الخطر النسبي لوفيات الولدان أكبر بنحو 200 مرة بالنسبة للمولودين بوزن منخفض بشدة». عادةً ما تكون وفيات الرضع الناتجة عن وزن ولادة منخفض سببًا مباشرًا ناجمًا عن المضاعفات الطبية الأخرى مثل الولادة المبكرة، وسوء تغذية الأم، ونقص الرعاية قبل الولادة، ومرض الأمهات أثناء الحمل، والبيئات المنزلية غير الصحية. يشكل وزن المولود وفترة الحمل أهم مؤشرين لفرص نجاة الرضيع وصحته العامة.
وفقًا لمجلة نيو إنغلاند جورنال أوف ميديسين، «في العقدين الماضيين، انخفض معدل وفيات الرضع (الوفيات تحت سن الواحدة لكل ألف مولود حي) بشكل حاد في الولايات المتحدة.» تظل حالات وزن الولادة المنخفض لدى الأمهات الأمريكيات من أصول أفريقية أعلى بمرتين منها لدى النساء ذوي البشرة البيضاء. قد يكون وزن الولادة المنخفض السبب الرئيسي لوفيات الرضع، ويمكن الوقاية منه إلى حد كبير. رغم إمكانية الوقاية، قد لا تكون الحلول سهلة، وتتضمن البرامج الفعالة للمساعدة في تجنب وزن الولادة المنخفض مزيجًا من الرعاية الصحية والتعليم والبيئة والوعي والسياسة العامة، ما يساعد على نشر ثقافة تدعم نمط الحياة. تعد الولادة المبكرة السبب الرئيسي لوفيات الأطفال حديثي الولادة في جميع أنحاء العالم. رغم أن أمريكا تتفوق على العديد من البلدان الأخرى في مجال رعاية وإنقاذ الأطفال المولودين قبل أوانهم، تعد نسبة النساء الأمريكيات اللواتي يلدن مبكرًا مشابهة لها في البلدان النامية. تشمل الأسباب حمل المراهقات، وزيادة حالات الحمل فوق سن الخامسة والثلاثين، وزيادة استخدام الإخصاب في المختبر ما يزيد من خطر الولادة المتعددة والسمنة ومرض السكري. بالإضافة إلى ذلك، النساء اللاتي لا يحصلن على الرعاية الصحية لا يزرن الطبيب بشكل مستمر، بالتالي يزداد خطر الولادة المبكرة لديهن.

### متلازمة موت الرضع المفاجئ
متلازمة موت الرضع المفاجئ هي متلازمة يموت فيها الرضيع أثناء نومه دون سبب. حتى مع التشريح الكامل للجثة، لم يتمكن أحد من معرفة أسباب هذا المرض. يعد هذا المرض أكثر شيوعًا في الدول الغربية. رغم أن الباحثين لم يتأكدوا من سبب هذا المرض، اكتشفوا أنه من الأفضل أن ينام الطفل على ظهره بدلًا من بطنه. أنقذ هذا الاكتشاف العديد من العائلات من المأساة التي يسببها هذا المرض. اكتشف العلماء أيضًا ثلاثة أسباب وضعوها ضمن نموذج يسمى «نموذج الخطر الثلاثي المعاصر». يوضح هذا النموذج أن ثلاث حالات مثل تدخين الأم أثناء الحمل، وعمر الرضيع، والتوتر تشير إلى حالات مثل ارتفاع درجة الحرارة، والنوم في وضعية الانكباب، والنوم المشترك، وتغطية الرأس.

### سوء التغذية
يُعرف سوء التغذية أو نقص التغذية بأنه عدم كفاية المواد المغذية في النظام الغذائي، مثل البروتينات والفيتامينات، ما يؤثر سلبًا على النمو والطاقة والتطور لدى الأفراد في جميع أنحاء العالم. ينتشر بشكل خاص بين النساء والرضع تحت سن الخامسة الذين يعيشون في البلدان النامية ضمن المناطق الأكثر فقرًا في أفريقيا وآسيا وأمريكا اللاتينية. الأطفال هم أكثر عرضة للخطر لأن جهازهم المناعي لم يتطور بشكل كامل بعد، فضلًا عن اعتمادهم على والديهم في توفير الطعام والتغذية اللازمة. تشير التقديرات إلى أن نحو 3.5 مليون طفل يموتون كل عام نتيجة سوء التغذية لدى الطفل أو الأم، بينما تُعد حالات نقص النمو ووزن الجسم المنخفض ووزن الولادة المنخفض مسؤولة عن 2.2 مليون حالة وفاة مرتبطة بها. تشمل العوامل التي تساهم في سوء التغذية الممارسات الاجتماعية الاقتصادية والبيئية والنوع الاجتماعي والموقع الإقليمي والممارسات الثقافية للرضاعة الطبيعية. يصعُب تقييم أكثر العوامل خطرًا إذ أنها قد تتداخل وتتنوع من منطقة لأخرى.